# Альбицкий, Александр Парфенович
Алекса́ндр Парфе́нович Альби́цкий (28 июля [9 августа] 1883, Жайск, Муромский уезд, Владимирская губерния, Российская империя — 16 декабря 1920, Томск) — врач-хирург, приват-доцент госпитальной хирургической клиники, относившейся к Томскому университету; читал курс послеоперационного ухода за больными; старший врач 11-й Сибирской парковой артиллерийской бригады (1914). Отец профессора Томского медицинского института Б. А. Альбицкого.

## Биография
Александр Альбицкий родился 16 (28) июля 1883 года в селе Жайское в семье Парфения Петровича Альбицкого (род. 1835), который состоял священником местной Воскресенской церкви, относившейся к Владимирской епархии. Матерью Александра была Мария Ермиловна Альбицкая (род. 1843); всего в семье было семь детей. В 1897 году Александр окончил Муромское духовное училище и поступил во Владимирскую духовную семинарии, обучение в которой он завершил в 1903 году. После этого он стал учителем Ильинской второклассной церковноприходской школы. В 1904 году он стал студентом медицинского факультета Императорского Томского университета: в студенческие годы среди его преподавателей был врач-хирург, профессор Платон Тихов.
Альбицкий принимал участие в «студенческих беспорядках» 1906 года, являвшихся частью революционных событий того периода; в результате он был вынужден перевестись в Императорский Казанский университет. В 1910 году он окончил Казанский университет со степенью лекаря (с отличием) и стал работать сельским врачом в Тобольской губернии — одновременно он состоял и заведующим вторым врачебным участком, относившемся к строительству Тюмень-Омской железной дороги.
Во время Первой мировой войны, в 1914 году, Александр Альбицкий Альбицкий был призван в Русскую императорскую армию — он получил назначение на пост старшего врача 11-й Сибирской парковой артиллерийской бригады. В том же, 1914, году он освобожден от военной службы в связи с болезнью.
После этого, также в 1914 году, Альбицкий стал сверхштатным ординатором госпитальной хирургической клиники, относившейся к Томскому университету; два года спустя стал её штатным ординатором. В период Революции, в 1917 году, он защитил диссертацию степень доктора медицины — на тему «Инородные тела в брюшной полости». После этого он стал приват-доцентом и начал читать студентам курс послеоперационного ухода за больными. Одновременно занимался экспериментальной хирургией в стенах университета (анализировал послеоперационные осложнения — «опухоли») и до 1920 года состоял школьным врачом на строительстве Кольчугинской железной дороги. Скончался 16 декабря 1920 года в Томске.

## Работы
- Инородные тела брюшной полости : Дисс. на степень д-ра мед…. А. Альбицкого. — Томск : Б. и., 1917 (типо-лит. Сибирск. т-во печатного дела). — III, 420 с., 5 л. ил.; 24 см. — (Известия Томского университета; Кн. 67)[3].
- Лечение Salvarsan’ом, Neosalvarsan’ом и Arsenobensol’ом Billon’а в сельской практике // Сибирский врач. 1914. № 18;
- Лечение бугорчатки легких искусственным пневмотораксом в сельской практике // Врачебная газета. 1914. № 49.

## Семья
Александр Альбицкий был женат на Наталии Владимировне (1883—1942) — домашней учительнице, учившейся на Казанских женских курсах; с 1915 года она преподавала русский язык во Втором реальном училище, а после Октябрьской революции и Гражданской войны — русский язык и литературу в нескольких школах Томска. В семье было трое детей: сын Виктор, дочь Ольга и сын Борис (1910—1984) — врач, доктор медицинских наук, профессор на кафедре факультетской хирургии Томского медицинского института, участвовал в лечении раненых на озере Халхин-Гол (1939), отличник здравоохранения (1959), проректор по учебной работе (1963—1968).

## Архивные источники
- Государственный архив Томской области (ГАТО). Ф. 102. Оп. 1. Д. 952;
- ГАТО. Ф. 102. Оп. 2. Д. 115;